# Pierre Adrien de Maudet
Pierre Adrien de Maudet, né le 14 février 1720 à La Rochelle (Charente-Maritime), mort le 1er juin 1804 à Gratz (Autriche), est un général français.

## États de service
Pierre Adrien de Maudet est le fils  de Alexandre  MAUDET de PENHOËT 1703/1758 et de Geneviève FOUCQUER de KERSALIO 1700-1761. Il est le beau-père du général Jacques de Bruc de Montplaisir.
Il entre en service le 1er janvier 1734, comme sous-lieutenant au régiment de Périgord, il passe lieutenant le 1er avril 1735, et capitaine le 15 octobre 1746. Il se distingue le 16 juin 1746 à la bataille de Plaisance où il sauve un drapeau, et il est blessé d’un coup de feu à l’estomac le 19 juillet 1747, à l’affaire de l’assiette. Il est fait chevalier de Saint-Louis le 15 septembre 1747.
Le 8 septembre 1756 il est nommé capitaine de grenadiers, avec rang de lieutenant-colonel le 25 mars 1765, puis il reçoit son brevet de chef de bataillon le 1er juillet 1774. Le 14 juin 1778 il devient lieutenant de roi à Saint-Malo, puis le 24 juin 1780 il commande à Calvi en Corse. Le 6 juin 1781 il prend le commandement de la Balagne en plus de son commandement de Calvi.
Il est mis en non activité le 28 juin 1789, et il est admis à la retraite le 1er mars 1791, avec le grade de maréchal de camp. Remis en activité en 1792, il est affecté le 21 octobre à la 23e division militaire en Corse, et il est élevé au grade de général de division le 8 mars 1793 à l’armée d’Italie. Le 15 mai suivant, il n’est pas compris dans la réorganisation des états-majors.
En juillet 1793 il se trouve à Toulon, et le 26 août il est placé à la tête du gouvernement de la cité en remplacement de Monsieur Doumet. Le 29 août il livre la ville aux Anglais et en décembre 1793, lors de la reprise de la ville par les Français, il s’échappe à bord d'un navire napolitain pour se rendre à Naples où il reçoit une pension du roi de Sicile. À la prise de Naples en 1798 il s’enfuit à Gratz en Autriche, où il meurt le 1er juin 1804.

## Sources
- (en) « Generals Who Served in the French Army during the Period 1789 - 1814: Eberle to Exelmans »
- Alex Mazas, Histoire de l'ordre royal et Militaire de Saint-Louis depuis son institution, jusqu'en 1830, Tome 3, Firmin Didot frère, Paris, 1860, p. 527.
- Côte S.H.A.T.: 7 YD 26
- Léon Hennet, Etat militaire de France pour l’année 1793, Siège de la société, Paris, 1903, p. 10-39.
- Arthur Chuquet, La jeunesse de Napoléon, la Révolution, Armand Colin et Cie, éditeurs, Paris, 1898, 408 p. (lire en ligne), p. 306.
- Paul Cauttin, Toulon et les Anglais en 1793, Paul Ollendorff, Paris, 1898, p. 44-88.